# Torroella de Ribagorça
Torroella de Ribagorça (en castellà: Torruella de Aragón), és un poble del municipi de Graus des de l'any 1969, situat a l'est del castell de Fontova, a la zona aragonesa de l'antic comtat de Ribagorça, actualment a la Baixa Ribagorça, al límit amb els termes de Merli i de Güel.

## Antic municipi de Torroella de Ribagorça
- Aguilar de Ribagorça. Es troba a l'esquerra del riu Éssera, al cim d'un serrat.[3]
- Avenoses. Dividit en dos nuclis: Avenoses de Dalt està situat a 1.127 metres d'altitud; Avenoses de Baix es troba al vessant occidental.[4]
- Bafalui. Està situat al nord del castell de Fontova.[5]
- Erdau, despoblat.[6]
- Torroella de Ribagorça, cap municipal fins al 1.969.

## Romànic
- A Torroella destaca la torre (d'on ve el nom del poble). El temple, dedicat a Sant Martí, va ser construït pels mestres llombards.[7]
- Al poble d'Aguilar de Ribagorça es troba l'ermita de Sant Sadurní.[8]